# FA Cup 2022/23
Der FA Cup 2022/23 (Sponsorname: The Emirates FA Cup) ist die 142. Austragung des weltweit ältesten Fußballpokalturniers The Football Association Challenge Cup, oder FA Cup. Diese Pokalsaison begann mit 732 Vereinen.
Der Pokalwettbewerb begann am 6. August 2022 mit der Extra-Vorrunde und endete mit dem Finale im Wembley Stadium in London am 3. Juni 2023.

## Kalender
| Runde                      | Datum              | Spiele | Vereine   | Neueinstiege | Prämien                                  |
| -------------------------- | ------------------ | ------ | --------- | ------------ | ---------------------------------------- |
| Extra-Vorrunde             | 6. August 2022     | 208    | 732 → 524 | 416          | Sieger: £1.125 Verlierer: £375           |
| Vorrunde                   | 20. August 2022    | 136    | 524 → 388 | 64           | Sieger: £1.444 Verlierer: £481           |
| Erste Qualifikationsrunde  | 3. September 2022  | 112    | 388 → 276 | 88           | Sieger: £2.250 Verlierer: £750           |
| Zweite Qualifikationsrunde | 17. September 2022 | 80     | 276 → 196 | 48           | Sieger: £3.375 Verlierer: £1.125         |
| Dritte Qualifikationsrunde | 1. Oktober 2022    | 40     | 196 → 156 | keine        | Sieger: £5.625 Verlierer: £1.875         |
| Vierte Qualifikationsrunde | 15. Oktober 2022   | 32     | 156 → 124 | 24           | Sieger: £9.375 Verlierer: £3.125         |
| Erste Hauptrunde           | 5. November 2022   | 40     | 124 → 84  | 48           | £41.000                                  |
| Zweite Hauptrunde          | 26. November 2022  | 20     | 84 → 64   | keine        | £67.000                                  |
| Dritte Hauptrunde          | 7. Januar 2023     | 32     | 64 → 32   | 44           | £105.000                                 |
| Vierte Hauptrunde          | 28. Januar 2023    | 16     | 32 → 16   | keine        | £120.000                                 |
| Fünfte Hauptrunde          | 1. März 2023       | 8      | 16 → 8    | keine        | £225.000                                 |
| Viertelfinale              | 18. März 2023      | 4      | 8 → 4     | keine        | £450.000                                 |
| Halbfinale                 | 22./23. April 2023 | 2      | 4 → 2     | keine        | Sieger: £1.000.000 Verlierer: £500.000   |
| Finale                     | 3. Juni 2023       | 1      | 2 → 1     | keine        | Sieger: £2.000.000 Verlierer: £1.000.000 |

## Modus
Der FA Cup wird in Runden ausgespielt. Teilnehmen kann jede Mannschaft, die ein bestimmtes Leistungsniveau hat und ein angemessenes Spielfeld besitzt. Die Paarungen jeder Runde werde in einer offenen Auslosung ohne Setzliste ausgelost. Die zuerst gezogene Mannschaft hat Heimrecht. Endet das Spiel unentschieden, findet ein Rückspiel auf dem Platz der anderen Mannschaft statt. Endet das Rückspiel ebenfalls unentschieden, geht das Spiel in die Verlängerung bzw. ins Elfmeterschießen. Dieser Modus gilt bis zur vierten Hauptrunde. Ab der fünften Hauptrunde gibt es nur ein Spiel, das ggf. durch Verlängerung und Elfmeterschießen entschieden wird.
Einige Mannschaften sind von bestimmten Runden freigestellt:
- In der zweiten Qualifikationsrunde kommen die Mannschaften der National League North/South (6. Spielklasse des englischen Ligabetriebes) hinzu.
- In der vierten Qualifikationsrunde kommen die Mannschaften der National League (5. Spielklasse des englischen Ligabetriebes) hinzu.
- In der ersten Hauptrunde kommen die Mannschaften der League 1 und 2 der Football League (3. und 4. Spielklasse des englischen Ligabetriebes) hinzu.
- In der dritten Hauptrunde am ersten Januarwochenende kommen die Mannschaften des Football League Championship (2. Spielklasse des englischen Ligabetriebes) und der Premier League (1. Spielklasse des englischen Ligabetriebes) hinzu.

Die Halbfinalspiele und das Finale finden im Wembley-Stadion statt.
Jeder Sieger erhält eine Prämie aus den Fernsehgeldern, die nach Runden gestaffelt ist.

## Hauptrunde

### Erste Hauptrunde
In der ersten Hauptrunde traten die jeweils 24 Mannschaften der Football League One und der Two in den Wettbewerb ein. Die Auslosung der Begegnungen fand am 17. Oktober 2022 statt. Die Spiele fanden zwischen dem 4. und 16. November 2022 statt; die Wiederholungsspiele zwischen dem 14. und 16. November 2022.
| Datum                          |                           | Ergebnis |                           |
| ------------------------------ | ------------------------- | -------- | ------------------------- |
| 4. November 2022, 19:45 GMT    | Sheffield Wednesday (III) | 2:0      | FC Morecambe (III)        |
| 4. November 2022, 19:55 GMT    | FC Hereford (VI)          | 1:3      | FC Portsmouth (III)       |
| 5. November 2022, 12:00 GMT    | FC South Shields (VII)    | 0:2      | Forest Green Rovers (III) |
| 5. November 2022, 12:30 GMT    | Bradford City (IV)        | 0:1      | Harrogate Town (IV)       |
| 5. November 2022, 14:00 GMT    | Bolton Wanderers (III)    | 1:2      | FC Barnsley (III)         |
| 5. November 2022, 15:00 GMT    | FC Barnet (V)             | 1:1      | Chelmsford City (VI)      |
| 5. November 2022, 15:00 GMT    | AFC Barrow (IV)           | 0:1      | Mansfield Town (IV)       |
| 5. November 2022, 15:00 GMT    | FC Boreham Wood (V)       | 3:1      | FC Eastleigh (V)          |
| 5. November 2022, 15:00 GMT    | Bristol Rovers (III)      | 1:0      | AFC Rochdale (IV)         |
| 5. November 2022, 15:00 GMT    | Burton Albion (III)       | 2:0      | FC Needham Market (VII)   |
| 5. November 2022, 15:00 GMT    | FC Buxton (VI)            | 2:0      | FC Merthyr Town (VII)     |
| 5. November 2022, 15:00 GMT    | Carlisle United (IV)      | 2:1      | Tranmere Rovers (IV)      |
| 5. November 2022, 15:00 GMT    | Charlton Athletic (III)   | 4:1      | Coalville Town (VII)      |
| 5. November 2022, 15:00 GMT    | Cheltenham Town (III)     | 1:2      | FC Alvechurch (VII)       |
| 5. November 2022, 15:00 GMT    | FC Chesterfield (V)       | 1:0      | Northampton Town (IV)     |
| 5. November 2022, 15:00 GMT    | Chippenham Town (VI)      | 1:0      | Lincoln City (III)        |
| 5. November 2022, 15:00 GMT    | Crawley Town (IV)         | 1:4      | Accrington Stanley (III)  |
| 5. November 2022, 15:00 GMT    | Crewe Alexandra (IV)      | 1:0      | Leyton Orient (IV)        |
| 5. November 2022, 15:00 GMT    | Doncaster Rovers (IV)     | 0:1      | King’s Lynn Town (VI)     |
| 5. November 2022, 15:00 GMT    | Ebbsfleet United (VI)     | 2:1      | FC Halifax Town (V)       |
| 5. November 2022, 15:00 GMT    | Fleetwood Town (III)      | 3:1      | Oxford City (VI)          |
| 5. November 2022, 15:00 GMT    | AFC Fylde (VI)            | 1:1      | FC Gillingham (IV)        |
| 5. November 2022, 15:00 GMT    | FC Gateshead (V)          | 2:3      | FC Stevenage (IV)         |
| 5. November 2022, 15:00 GMT    | Grimsby Town (IV)         | 5:1      | Plymouth Argyle (III)     |
| 5. November 2022, 15:00 GMT    | Maidenhead United (V)     | 0:1      | Dagenham & Redbridge (V)  |
| 5. November 2022, 15:00 GMT    | Milton Keynes Dons (III)  | 6:0      | Taunton Town (VI)         |
| 5. November 2022, 15:00 GMT    | AFC Newport County (IV)   | 2:0      | Colchester United (IV)    |
| 5. November 2022, 15:00 GMT    | Peterborough United (III) | 0:0      | Salford City (IV)         |
| 5. November 2022, 15:00 GMT    | Port Vale (III)           | 2:3      | Exeter City (III)         |
| 5. November 2022, 15:00 GMT    | Shrewsbury Town (III)     | 2:1      | York City (V)             |
| 5. November 2022, 15:00 GMT    | Solihull Moors (V)        | 2:2      | Hartlepool United (IV)    |
| 5. November 2022, 15:00 GMT    | Stockport County (IV)     | 4:0      | Swindon Town (IV)         |
| 5. November 2022, 15:00 GMT    | Sutton United (IV)        | 0:2      | FC Farnborough (VI)       |
| 5. November 2022, 15:00 GMT    | FC Weymouth (VI)          | 1:1      | AFC Wimbledon (IV)        |
| 5. November 2022, 15:00 GMT    | Wycombe Wanderers (III)   | 0:2      | FC Walsall (IV)           |
| 6. November 2022, 12:30 GMT    | AFC Wrexham (V)           | 3:0      | Oldham Athletic (V)       |
| 6. November 2022, 14:00 GMT    | Curzon Ashton (VI)        | 0:0      | Cambridge United (III)    |
| 6. November 2022, 15:00 GMT    | Torquay United (V)        | 2:2      | Derby County (III)        |
| 7. November 2022, 19:45 GMT    | Bracknell Town (VII)      | 0:3      | Ipswich Town (III)        |
| 16. November 2022, 19:45 GMT 1 | FC Woking (V)             | 1:2      | Oxford United (III)       |

Wiederholungsspiele
| Datum                        |                        | Ergebnis              |                           |
| ---------------------------- | ---------------------- | --------------------- | ------------------------- |
| 14. November 2022, 19:45 GMT | Chelmsford City (VI)   | 0:1                   | FC Barnet (V)             |
| 15. November 2022, 19:45 GMT | Cambridge United (III) | 0:0 n. V. (4:2 i. E.) | Curzon Ashton (VI)        |
| 15. November 2022, 19:45 GMT | Derby County (III)     | 5:0                   | Torquay United (V)        |
| 15. November 2022, 19:45 GMT | FC Gillingham (IV)     | 1:0                   | AFC Fylde (VI)            |
| 15. November 2022, 19:45 GMT | Hartlepool United (IV) | 1:1 n. V. (4:3 i. E.) | Solihull Moors (V)        |
| 15. November 2022, 19:45 GMT | AFC Wimbledon (IV)     | 3:1                   | FC Weymouth (VI)          |
| 16. November 2022, 19:45 GMT | Salford City (IV)      | 0:3                   | Peterborough United (III) |

### Zweite Hauptrunde
Die Partien der zweiten Hauptrunde wurden am 7. November 2022 ausgelost. Die Spiele fanden am 26. und 27. November 2022 statt; die Wiederholungsspiele am 7. und 8. Dezember 2022.
| Datum                        |                           | Ergebnis |                           |
| ---------------------------- | ------------------------- | -------- | ------------------------- |
| 26. November 2022, 12:45 GMT | King’s Lynn Town (VI)     | 0:3      | FC Stevenage (IV)         |
| 26. November 2022, 15:00 GMT | Accrington Stanley (III)  | 1:0      | FC Barnet (V)             |
| 26. November 2022, 15:00 GMT | FC Barnsley (III)         | 3:0      | Crewe Alexandra (IV)      |
| 26. November 2022, 15:00 GMT | Cambridge United (III)    | 1:2      | Grimsby Town (IV)         |
| 26. November 2022, 15:00 GMT | Charlton Athletic (III)   | 2:2      | Stockport County (IV)     |
| 26. November 2022, 15:00 GMT | Forest Green Rovers (III) | 2:1      | FC Alvechurch (VII)       |
| 26. November 2022, 15:00 GMT | Hartlepool United (IV)    | 3:1      | Harrogate Town (IV)       |
| 26. November 2022, 15:00 GMT | Oxford United (III)       | 4:1      | Exeter City (III)         |
| 26. November 2022, 15:00 GMT | FC Portsmouth (III)       | 3:2      | Milton Keynes Dons (III)  |
| 26. November 2022, 15:00 GMT | Sheffield Wednesday (III) | 2:1      | Mansfield Town (IV)       |
| 26. November 2022, 15:00 GMT | Shrewsbury Town (III)     | 3:1      | Peterborough United (III) |
| 26. November 2022, 15:00 GMT | FC Walsall (IV)           | 2:1      | Carlisle United (IV)      |
| 26. November 2022, 15:00 GMT | AFC Wimbledon (IV)        | 0:2      | FC Chesterfield (V)       |
| 26. November 2022, 15:15 GMT | AFC Wrexham (V)           | 4:1      | FC Farnborough (VI)       |
| 26. November 2022, 17:00 GMT | Dagenham & Redbridge (V)  | 1:1      | FC Gillingham (IV)        |
| 27. November 2022, 12:30 GMT | Ebbsfleet United (VI)     | 0:1      | Fleetwood Town (III)      |
| 27. November 2022, 14:00 GMT | Bristol Rovers (III)      | 0:2      | FC Boreham Wood (V)       |
| 27. November 2022, 14:00 GMT | Burton Albion (III)       | 6:1      | Chippenham Town (VI)      |
| 27. November 2022, 15:15 GMT | AFC Newport County (IV)   | 1:2      | Derby County (III)        |
| 27. November 2022, 17:00 GMT | Ipswich Town (III)        | 4:0      | FC Buxton (VI)            |

Wiederholungsspiele
| Datum                       |                       | Ergebnis |                          |
| --------------------------- | --------------------- | -------- | ------------------------ |
| 7. Dezember 2022, 19:45 GMT | Stockport County (IV) | 3:1      | Charlton Athletic (III)  |
| 8. Dezember 2022, 19:45 GMT | FC Gillingham (IV)    | 3:2      | Dagenham & Redbridge (V) |

### Dritte Hauptrunde
In dieser Runde traten die 20 Mannschaften der FA Premier League und die 24 Teams der Football League Championship in den Wettbewerb ein. Die Partien der dritten Hauptrunde wurden am 28. November 2022 ausgelost. Sie fanden zwischen dem 6. und 17. Januar 2023 statt. Die Wiederholungsspiele wurden zwischen dem 17. und 24. Januar 2023 ausgetragen.
| Datum                        |                           | Ergebnis |                             |
| ---------------------------- | ------------------------- | -------- | --------------------------- |
| 6. Januar 2023, 20:00 GMT    | Manchester United (I)     | 3:1      | FC Everton (I)              |
| 7. Januar 2023, 12:30 GMT    | Crystal Palace (I)        | 1:2      | FC Southampton (I)          |
| 7. Januar 2023, 12:30 GMT    | FC Gillingham (IV)        | 0:1      | Leicester City (I)          |
| 7. Januar 2023, 12:30 GMT    | Preston North End (II)    | 3:1      | Huddersfield Town (II)      |
| 7. Januar 2023, 12:30 GMT    | FC Reading (II)           | 2:0      | FC Watford (II)             |
| 7. Januar 2023, 12:30 GMT    | Tottenham Hotspur (I)     | 1:0      | FC Portsmouth (III)         |
| 7. Januar 2023, 15:00 GMT    | FC Blackpool (II)         | 4:1      | Nottingham Forest (I)       |
| 7. Januar 2023, 15:00 GMT    | FC Boreham Wood (V)       | 1:1      | Accrington Stanley (III)    |
| 7. Januar 2023, 15:00 GMT    | AFC Bournemouth (I)       | 2:4      | FC Burnley (II)             |
| 7. Januar 2023, 15:00 GMT    | FC Chesterfield (V)       | 3:3      | West Bromwich Albion (II)   |
| 7. Januar 2023, 15:00 GMT    | Fleetwood Town (III)      | 2:1      | Queens Park Rangers (II)    |
| 7. Januar 2023, 15:00 GMT    | Hull City (II)            | 0:2      | FC Fulham (I)               |
| 7. Januar 2023, 15:00 GMT    | Ipswich Town (III)        | 4:1      | Rotherham United (II)       |
| 7. Januar 2023, 15:00 GMT    | Middlesbrough (II)        | 1:5      | Brighton & Hove Albion (I)  |
| 7. Januar 2023, 15:00 GMT    | FC Millwall (II)          | 0:2      | Sheffield United (II)       |
| 7. Januar 2023, 15:00 GMT    | Shrewsbury Town (III)     | 1:2      | AFC Sunderland (II)         |
| 7. Januar 2023, 17:30 GMT    | FC Brentford (I)          | 0:1      | West Ham United (I)         |
| 7. Januar 2023, 17:30 GMT    | Coventry City (II)        | 3:4      | AFC Wrexham (V)             |
| 7. Januar 2023, 17:30 GMT    | Grimsby Town (IV)         | 1:0      | Burton Albion (III)         |
| 7. Januar 2023, 17:30 GMT    | Luton Town (II)           | 1:1      | Wigan Athletic (II)         |
| 7. Januar 2023, 18:00 GMT    | Sheffield Wednesday (III) | 2:1      | Newcastle United (I)        |
| 7. Januar 2023, 20:00 GMT    | FC Liverpool (I)          | 2:2      | Wolverhampton Wanderers (I) |
| 8. Januar 2023, 12:30 GMT    | Derby County (III)        | 3:0      | FC Barnsley (III)           |
| 8. Januar 2023, 12:30 GMT    | Bristol City (II)         | 1:1      | Swansea City (II)           |
| 8. Januar 2023, 14:00 GMT    | Hartlepool United (IV)    | 0:3      | Stoke City (II)             |
| 8. Januar 2023, 14:00 GMT    | Stockport County (IV)     | 1:2      | FC Walsall (IV)             |
| 8. Januar 2023, 14:00 GMT    | Cardiff City (II)         | 2:2      | Leeds United (I)            |
| 8. Januar 2023, 14:00 GMT    | Norwich City (II)         | 0:1      | Blackburn Rovers (II)       |
| 8. Januar 2023, 16:30 GMT    | Aston Villa (I)           | 1:2      | FC Stevenage (IV)           |
| 8. Januar 2023, 16:30 GMT    | Manchester City (I)       | 4:0      | FC Chelsea (I)              |
| 9. Januar 2023, 20:00 GMT    | Oxford United (III)       | 0:3      | FC Arsenal (I)              |
| 17. Januar 2023, 19:45 GMT 1 | Forest Green Rovers (III) | 1:2      | Birmingham City (II)        |

Wiederholungsspiele
| Datum                        |                             | Ergebnis  |                     |
| ---------------------------- | --------------------------- | --------- | ------------------- |
| 17. Januar 2023, 19:45 GMT   | Swansea City (II)           | 1:2 n. V. | Bristol City (II)   |
| 17. Januar 2023, 19:45 GMT   | Wigan Athletic (II)         | 1:2       | Luton Town (II)     |
| 17. Januar 2023, 19:45 GMT   | Wolverhampton Wanderers (I) | 0:1       | FC Liverpool (I)    |
| 17. Januar 2023, 20:00 GMT   | West Bromwich Albion (II)   | 4:0       | FC Chesterfield (V) |
| 18. Januar 2023, 19:45 GMT   | Leeds United (I)            | 5:2       | Cardiff City (II)   |
| 24. Januar 2023, 19:45 GMT 2 | Accrington Stanley (III)    | 1:0 n. V. | FC Boreham Wood (V) |

### Vierte Hauptrunde
Die Auslosung für die vierte Hauptrunde fand am 8. Januar 2023 statt. Die Spiele wurden zwischen dem 27. und dem 30. Januar 2023 ausgetragen; die Wiederholungsspiele fanden zwischen dem 31. Januar und 8. Februar 2023 statt.
| Datum                      |                            | Ergebnis |                           |
| -------------------------- | -------------------------- | -------- | ------------------------- |
| 27. Januar 2023, 20:00 GMT | Manchester City (I)        | 1:0      | FC Arsenal (I)            |
| 28. Januar 2023, 12:30 GMT | Accrington Stanley (III)   | 1:3      | Leeds United (I)          |
| 28. Januar 2023, 12:30 GMT | FC Walsall (IV)            | 0:1      | Leicester City (I)        |
| 28. Januar 2023, 15:00 GMT | Blackburn Rovers (II)      | 2:2      | Birmingham City (II)      |
| 28. Januar 2023, 15:00 GMT | Bristol City (II)          | 3:0      | West Bromwich Albion (II) |
| 28. Januar 2023, 15:00 GMT | FC Fulham (I)              | 1:1      | AFC Sunderland (II)       |
| 28. Januar 2023, 15:00 GMT | Ipswich Town (III)         | 0:0      | FC Burnley (II)           |
| 28. Januar 2023, 15:00 GMT | Luton Town (II)            | 2:2      | Grimsby Town (IV)         |
| 28. Januar 2023, 15:00 GMT | Sheffield Wednesday (III)  | 1:1      | Fleetwood Town (III)      |
| 28. Januar 2023, 15:00 GMT | FC Southampton (I)         | 2:1      | FC Blackpool (II)         |
| 28. Januar 2023, 18:00 GMT | Preston North End (II)     | 0:3      | Tottenham Hotspur (I)     |
| 28. Januar 2023, 20:00 GMT | Manchester United (I)      | 3:1      | FC Reading (II)           |
| 29. Januar 2023, 13:30 GMT | Brighton & Hove Albion (I) | 2:1      | FC Liverpool (I)          |
| 29. Januar 2023, 14:00 GMT | Stoke City (II)            | 3:1      | FC Stevenage (IV)         |
| 29. Januar 2023, 16:30 GMT | AFC Wrexham (V)            | 3:3      | Sheffield United (II)     |
| 30. Januar 2023, 19:45 GMT | Derby County (III)         | 0:2      | West Ham United (I)       |

Wiederholungsspiele
| Datum                      |                       | Ergebnis  |                           |
| -------------------------- | --------------------- | --------- | ------------------------- |
| 31. Januar 2023, 19:45 GMT | Birmingham City (II)  | 0:1 n. V. | Blackburn Rovers (II)     |
| 7. Februar 2023, 19:45 GMT | FC Burnley (II)       | 2:1       | Ipswich Town (III)        |
| 7. Februar 2023, 19:45 GMT | Fleetwood Town (III)  | 1:0       | Sheffield Wednesday (III) |
| 7. Februar 2023, 19:45 GMT | Grimsby Town (IV)     | 3:0       | Luton Town (II)           |
| 7. Februar 2023, 19:45 GMT | Sheffield United (II) | 3:1       | AFC Wrexham (V)           |
| 8. Februar 2023, 19:45 GMT | AFC Sunderland (II)   | 2:3       | FC Fulham (I)             |

### Fünfte Hauptrunde
Die Auslosung für die fünfte Hauptrunde fand am 30. Januar 2023 statt. Die Spiele wurden am 28. Februar und 1. März 2023 ausgetragen.
| Datum                       |                       | Ergebnis |                            |
| --------------------------- | --------------------- | -------- | -------------------------- |
| 28. Februar 2023, 19:15 GMT | Stoke City (II)       | 0:1      | Brighton & Hove Albion (I) |
| 28. Februar 2023, 19:30 GMT | Leicester City (I)    | 1:2      | Blackburn Rovers (II)      |
| 28. Februar 2023, 19:45 GMT | FC Fulham (I)         | 2:0      | Leeds United (I)           |
| 28. Februar 2023, 20:00 GMT | Bristol City (II)     | 0:3      | Manchester City (I)        |
| 1. März 2023, 19:15 GMT     | FC Southampton (I)    | 1:2      | Grimsby Town (IV)          |
| 1. März 2023, 19:30 GMT     | FC Burnley (II)       | 1:0      | Fleetwood Town (III)       |
| 1. März 2023, 19:45 GMT     | Manchester United (I) | 3:1      | West Ham United (I)        |
| 1. März 2023, 19:55 GMT     | Sheffield United (II) | 1:0      | Tottenham Hotspur (I)      |

### Viertelfinale
Die Auslosung für das Viertelfinale (sechste Hauptrunde) fand am 1. März 2023 statt. Die Spiele sollen am 18. und 19. März 2023 ausgetragen werden.
| Datum                    |                            | Ergebnis |                       |
| ------------------------ | -------------------------- | -------- | --------------------- |
| 18. März 2023, 17:45 GMT | Manchester City (I)        | 6:0      | FC Burnley (II)       |
| 19. März 2023, 12:00 GMT | Sheffield United (II)      | 3:2      | Blackburn Rovers (II) |
| 19. März 2023, 14:15 GMT | Brighton & Hove Albion (I) | 5:0      | Grimsby Town (IV)     |
| 19. März 2023, 16:30 GMT | Manchester United (I)      | 3:1      | FC Fulham (I)         |

### Halbfinale
Die Auslosung für das Halbfinale (siebte Hauptrunde) fand am 19. März 2023 statt. Die Spiele wurden am 22. und 23. April 2023 im Wembley Stadium in London ausgetragen.
| Datum                     |                            | Ergebnis              |                       |
| ------------------------- | -------------------------- | --------------------- | --------------------- |
| 22. April 2023, 16:45 BST | Manchester City (I)        | 3:0                   | Sheffield United (II) |
| 23. April 2023, 16:30 BST | Brighton & Hove Albion (I) | 0:0 n. V. (6:7 i. E.) | Manchester United (I) |

### Finale
| Manchester City                                             | Manchester City | Manchester United | Manchester United | Aufstellung                                         |
| ----------------------------------------------------------- | --- | --- | ----------------- | --------------------------------------------------- |
| Manchester City                                             | \| 3. Juni 2023 um 15:00 Uhr (BST) in London (Wembley-Stadion) \| \| Ergebnis: 2:1 (1:1) \| \| Zuschauer: 83.179 \| \| Schiedsrichter: Paul Tierney (Lancashire) \| \| Spielbericht \|                                                 | \| 3. Juni 2023 um 15:00 Uhr (BST) in London (Wembley-Stadion) \| \| Ergebnis: 2:1 (1:1) \| \| Zuschauer: 83.179 \| \| Schiedsrichter: Paul Tierney (Lancashire) \| \| Spielbericht \|                                                                                          | Manchester United | Aufstellung Manchester City gegen Manchester United |
| Manchester City                                             | Stefan Ortega – Kyle Walker, Rúben Dias, Manuel Akanji – John Stones, Rodri – Bernardo Silva, Kevin De Bruyne (76. Phil Foden), İlkay Gündoğan , Jack Grealish (89. Nathan Aké) – Erling Haaland Cheftrainer: Pep Guardiola ( Spanien) | David de Gea – Aaron Wan-Bissaka, Raphaël Varane, Victor Lindelöf (83. Scott McTominay), Luke Shaw – Casemiro, Fred – Bruno Fernandes , Christian Eriksen (62. Alejandro Garnacho), Jadon Sancho (78. Wout Weghorst) – Marcus Rashford Cheftrainer: Erik ten Hag ( Niederlande) | Manchester United | Aufstellung Manchester City gegen Manchester United |
| Manchester City                                             | 1:0 İlkay Gündoğan (1.) 2:1 İlkay Gündoğan (51.) | 1:1 Bruno Fernandes (33., Handelfmeter) | Manchester United | Aufstellung Manchester City gegen Manchester United |
| Manchester City                                             | Stefan Ortega (81.), Rodri (90.) | Aaron Wan-Bissaka (45.+4'), Fred (79.) | Manchester United | Aufstellung Manchester City gegen Manchester United |
| Manchester City                                             | Spieler des Spiels: İlkay Gündoğan | | Manchester United | Aufstellung Manchester City gegen Manchester United |
| 3. Juni 2023 um 15:00 Uhr (BST) in London (Wembley-Stadion) | | |                   |                                                     |
| Ergebnis: 2:1 (1:1)                                         | | |                   |                                                     |
| Zuschauer: 83.179                                           | | |                   |                                                     |
| Schiedsrichter: Paul Tierney (Lancashire)                   | | |                   |                                                     |
| Spielbericht                                                | | |                   |                                                     |